# 神崎涼
神崎 涼（かんざき りょう、1995年5月17日 - ）、愛称はRYO、日本のモデル・ゲイポルノ男優。

## 人物
1995年5月17日生まれ。東京都新宿区出身。好きな作家は池井戸潤、好きな食べ物は寿司である。趣味は温泉と旅行。
2013年9月5日、18歳でゲイビデオ製作会社コートコーポレーション（COAT）の『Hello! 』シリーズに出演しデビュー。それから、COATのシリーズ『新春! オールスター大水泳大会』、『体育会制覇』、『BABYLON』などに出演、一年以内におおくの作品がリリースされた。
2019年までに60本以上の作品に出演しており、同年8月9日にはスペシャルコンピレーションアルバム『Early Time's RYO』を発売。
2020年の休養期間を経て、2021年6月に『RE:BORN RYO-涼-』で復帰。
2021年12月1日より、アダルトグッズ業界の大手であるソヒミ（Sohimi）のグローバルブランドアンバサダーの職務を負う。
2023年、ミスターアジア3位受賞。

## 出演作品

### アダルトビデオ／ゲイビデオ
- [CTO409] Hello! 涼（9月5日、COAT）
- [ANV95] ANOTHER VERSION 62 「快活少年 ～NONSTOP TEEN'S FUCK～」（12月6日、COAT）
- [CTO415] Hello! 涼 2nd Season (12月5日、COAT)

- [CTO418] 新春! オールスター大水泳大会 (1月9日、COAT)
- [TKS21] 体育会制覇 「聖人 -MASATO-」(3月6日、COAT)
- [PRC46] Precious TAKUMA (4月8日、COAT) - 共演：森上拓磨
- [CTO428] Hello! 瑛斗 2nd Season (5月6日、COAT)
- [PRC48] Precious KANATA 3 (7月8日、COAT)
- [BLN92] Babylon 62 「Immoral Class ～放課後の淫堕～」 (10月7日、COAT)
- [TKS23] 体育会制覇 「拓斗 -TAKUTO-」 (10月8日、COAT)
- [WST344] PREMIUM TAG WEST ＆ EAST (12月9日、COAT)
- [ANV103] ANOTHER VERSION 68 「超乱交 4 THE REAL ～ヤリコン・ヤリ部屋 乱痴気SPECIAL 2014～」 (12月9日、COAT)

- [CTO445] 新春! オールスター温泉大合宿 (1月9日、COAT)
- [CTO446] SHOOT vol.8 (2月9日、COAT)
- [TKS24] 体育会制覇 「尚哉 -NAOYA-」(4月10日、COAT) - 共演：天笠修
- [CTO455] TWO TOP 涼＆瑛斗 (5月10日、COAT)
- [CTO462] Hello! 洋志 2nd Season (7月10日、COAT)
- [CTO465] Hello! debut COMBO 涼＆瑛斗 from Hello! (8月9日、COAT)
- [CTO464] birth 大成 2nd stage (8月10日、COAT)
- [PRC51] Precious NAOYA (9月11日、COAT) - 共演：天笠修
- [TKS25] 体育会制覇 「哲太 -TETTA-」(9月11日、COAT)
  - ブレザーを乱れさせ、涼は女のように責め上げる!
- [TKS26] 体育会制覇 「修磨 -SHUMA-」(10月9日、COAT)
  - 涼が女代わりに身体で教える初タチ!修磨の激硬ピストンに悶絶…
- [ANV113] ANOTHER VERSION BEST U (12月10日、COAT)

- [BLN93] Babylon 63 「Unfair Retribution ～淫果応報の法則～」 (1月10日、COAT)
- [PRC53] Precious KEI from WEST (3月9日、COAT)
- [PRC56] Precious RAITO (6月8日、COAT) - 共演：風見来人
- [CTO484] EXTRA LEGEND 「涼 -RYO-」 (7月8日、COAT)
- [CTO493] PRISONER KOTARO (10月7日、COAT) - 共演：佐々木孝太朗
- [NBR69] Number 28 「ACE ATTACKER」 (11月9日、COAT)
- [CTO496] TOP 1 CK style TOMOYA (11月9日、COAT)
- [CTO499] TOP 1 CK style TAKU (12月7日、COAT)

- [CTO502] 新春! オールスター大水泳大会 2017 (1月8日、COAT)
- [CTO505] PRISONER KOTARO 2 (3月10日、COAT) - 共演：佐々木孝太朗
- [TKS31] 体育会制覇 「北斗 -HOKUTO-」 (4月12日、COAT)
  - ドS涼21才に服従し鬼のガン掘られ!! 初口内発射&お掃除フェラ!!
- [ANV122] ANOTHER VERSION BEST W (4月12日、COAT)
- [CTO510] COLLECTORS EDITION SUGURU (5月10日、COAT) - 共演：今井駿
- [CTO517] TOP 1 CK style SOSUKE (8月9日、COAT)
- [CTO519] PRISONER NAOSHI (9月8日、COAT)
- [WST437] Jump! SHINTA 2 (10月6日、COAT)

- [TKS33] 体育会制覇 「祥英 -SHOEI-」(2月9日、COAT)
  - ホロ酔い交尾で涼22才にドSにガン掘られて初口内発射!! ガン勃つ祥英が感じる乳首責めも涼にお願いし…掘られイキ!!
- [TKS34] 体育会制覇 「勇馬 -YUMA-」(3月9日、COAT)
  - 暴走ドS・涼22才が勇馬にドM調教!! 掘られ叩かれまさかの終始勃起!!
- [PRC66] Precious JUN (4月11日、COAT)
- [CTO537] TOP 1 CK style REN (6月8日、COAT)
- [WST465] バーチャル彼氏 3 (7月11日、COAT)
- [CTO542] RE: BORN TAKUMA (9月7日、COAT) - 共演：森上拓磨
  - 発情ムキ出し飲み会FUCK!! 怒涛の7体位で拓磨、涼にガン掘られ!!
- [CTO544] COLLECTORS EDITION YOSHITO (9月7日、COAT)
- [TKS36] 体育会制覇 「勇馬 -YUMA- 2」(10月7日、COAT)
- [CTO546] COLLECTORS EDITION YUITO (11月7日、COAT)

- [WST483] Style One Title No.28 Takeru 3 (1月9日、COAT)
  - 獄S涼!! 圧倒的な剣道着FUCK!! 武尊のプリケツに涼の容赦なき鬼の激ガン掘り!!
- [CTO551] TOP 1 CK style EITO (1月9日、COAT)
- [CTO554] CK CYBER RANKING 2019 (4月10日、COAT)
  - リーマン涼、取引先のミスにつけこみ 涼史上最高の極悪Sでイジメ倒す!!
- [CTO556] 超虐待 2 ～SM BEST FROM EXTRA LEGEND～ (6月7日、COAT)
  - 頭から大量小便ぶっかけに牛乳浣腸!! 拘束ガン掘りに絶叫しながらも自然勃起!!
- [CTO561] COLLECTORS EDITION TETTA (7月10日、COAT)
- [CTO563] Early Time's RYO (8月9日、COAT)
- [CTO566] PRISONER EISHO (9月6日、COAT)
- [CTO567] 超ブッカケ 2 ～BUKKAKE BEST FROM EXTRA LEGEND～ (9月6日、COAT)
- [TKS38] 体育会制覇 「功士郎 -KOSHIRO-」(10月11日、COAT)
  - 涼24才のドSな超高速ピストンの嵐に最大絶叫ガン掘られ!! 全体位勃起覚醒!!
- [WST509] WEST COLLECTORS EDITION YAMATO (10月11日、COAT)

- [COAT1409] TOP 1 CK style KANATA (1月8日、COAT)
- [COAT1427] Number BEST H (3月6日、COAT)
- [COAT1454] WEST TOP 1 CK style KEI (6月10日、COAT)
- [COAT1491] COLLECTORS EDITION MASAHIRO (10月9日、COAT)

- [COAT1558] RE:BORN RYO-涼- (6月9日、COAT)
  - [COCO907-01] 蒼士21才とスーツでハメ撮り濃厚FUCK! ザーメン口移し合い!!
  - [COCO907-02] 颯大24才と涼、休日出勤中に…オフィス寝取りFUCK!!
  - [COCO907-03] 窃盗を犯した優介18才に涼、性処理玩具の制裁ガン掘り!!
  - [COCO907-04] 涼が将基19才に猥褻施術! 肉食系ご奉仕FUCK!!
- [COAT1563] 体育会制覇 「大進 -TAISHIN- 2」 (7月9日、COAT)
  - [COCO145-03] 涼のドSな超高速ピストンの嵐! 大進最大絶叫ガン掘られ!!
- [COAT1569] LEGACY TAKERU (7月9日、COAT)
- [COAT1577] PRISONER SODAI 3 (9月9日、COAT)
- [COAT1598] RE:BORN RYO 2 (10月20日、COAT) - 共演：健悟、阿須加
- [COAT1591] Hello! 蒼士 6th Season (11月10日、COAT) - 共演：立花蒼士
  - [COCO070-05] 涼25才の性処理玩具に! オナペット蒼士おねだり掘り合いFUCK!!
- [COAT1602] Hello! 蒼空 (12月8日、COAT)

- [COAT1607] Babylon 69 「SA・KA・SA・MA ～羞と欲望の限りなき輪廻～」(1月7日、COAT)
- [RK-00001] シャンパンファック (1月21日、RYO_KANZAKI1031)
- [RK-00002] 伊豆セックス (1月12日、RYO_KANZAKI1031)
- [RK-00003] TOYOSUKEファック (1月24日、RYO_KANZAKI1031)
- [RK-00004] RYO×JIN ジムファック (1月31日、RYO_KANZAKI1031) - 共演：成宮仁
- [RK-00005] RYO BOTTOM RYUJI TOP (2月21日、RYO_KANZAKI1031) - 共演：鈴木龍治
- [RK-00006] RYO WOMAN FUCK (3月4日、RYO_KANZAKI1031)
- [RK-00007] RYO JIN HOTEL FUCK (3月14日、RYO_KANZAKI1031) - 共演：成宮仁]
- [RK-00008] RYO✖️JIN LUNCH AND SHOWER FUCK (4月2日、RYO_KANZAKI1031) - 共演：成宮仁
- [RK-00009] KENJI RYO TRAINING FUCK (5月17日、RYO_KANZAKI1031)
- [COAT1641] TWINS 柳澤兄弟 vol.2 (6月8日、COAT)
- [RK-00011] RYUJI RYO WESTIN (6月10日、RYO_KANZAKI1031) - 共演：鈴木龍治
- [COAT1651] POWER GRIP 214 「イマどきっ☆ モテどきっ☆EROMARA-Guys8 ～乱痴気 GACHA MIX!!～」(7月8日、COAT)
  - [COPG214-06] 敏感全身性感M気質のスリ筋24才! ドS涼のオナペット化ガン掘られ!
- [COAT1653] Early Time's RYO 2 (7月8日、COAT)
- [TC-01-0011-01]【RYUJI SUZUKI】リモートワーク (7月28日、TRANCE)
- [RK-00015] RYO SEIYA RYO UKE (8月26日、RYO_KANZAKI1031)

- [COAT1691] 体育会制覇 「稜侑 -RYOYU- 2」(1月13日、COAT)
- [COAT1716] 体育会制覇 「昴成 -KOSEI-2」(5月10日、COAT) - 共演：工藤昴成
  - [COCO151-04] 涼の容赦ないドS攻め!! 室内に響き渡る雌化した昴成の悶絶喘ぎ声!!
- [COAT1760] Style One Title No.58 Asuka 7 (2023.12、COAT)

- [COAT1821] POWER GRIP BEST SHOT III (8月7日、COAT)
- [COAT1833] Babylon BEST R (10月7日、COAT)